# Football League Group Trophy
Football League Group Trophy – nieistniejące już rozgrywki w angielskim futbolu, które miały miejsce tylko w dwóch sezonach: 1981/82 i 1982/83.

## Finały
- 1981/82  Grimsby Town - Wimbledon (3:2)
- 1982/83  Lincoln City - Millwall (2:3)